# Châtelaudren-Plouagat
Châtelaudren-Plouagat is een gemeente in het Franse departement Côtes-d'Armor (regio Bretagne). De plaats maakt deel uit van het arrondissement Guingamp. Châtelaudren-Plouagat is op 1 januari 2019 ontstaan door de fusie van de gemeenten Châtelaudren en Plouagat. De gemeente telde 3.968 inwoners op 1 januari 2022.

## Geografie
De oppervlakte van Châtelaudren-Plouagat bedroeg op 1 januari 2022 32,44 vierkante kilometer; de bevolkingsdichtheid was toen 122,3 inwoners per km².
De onderstaande kaart toont de ligging van Châtelaudren-Plouagat met de belangrijkste infrastructuur en aangrenzende gemeenten.

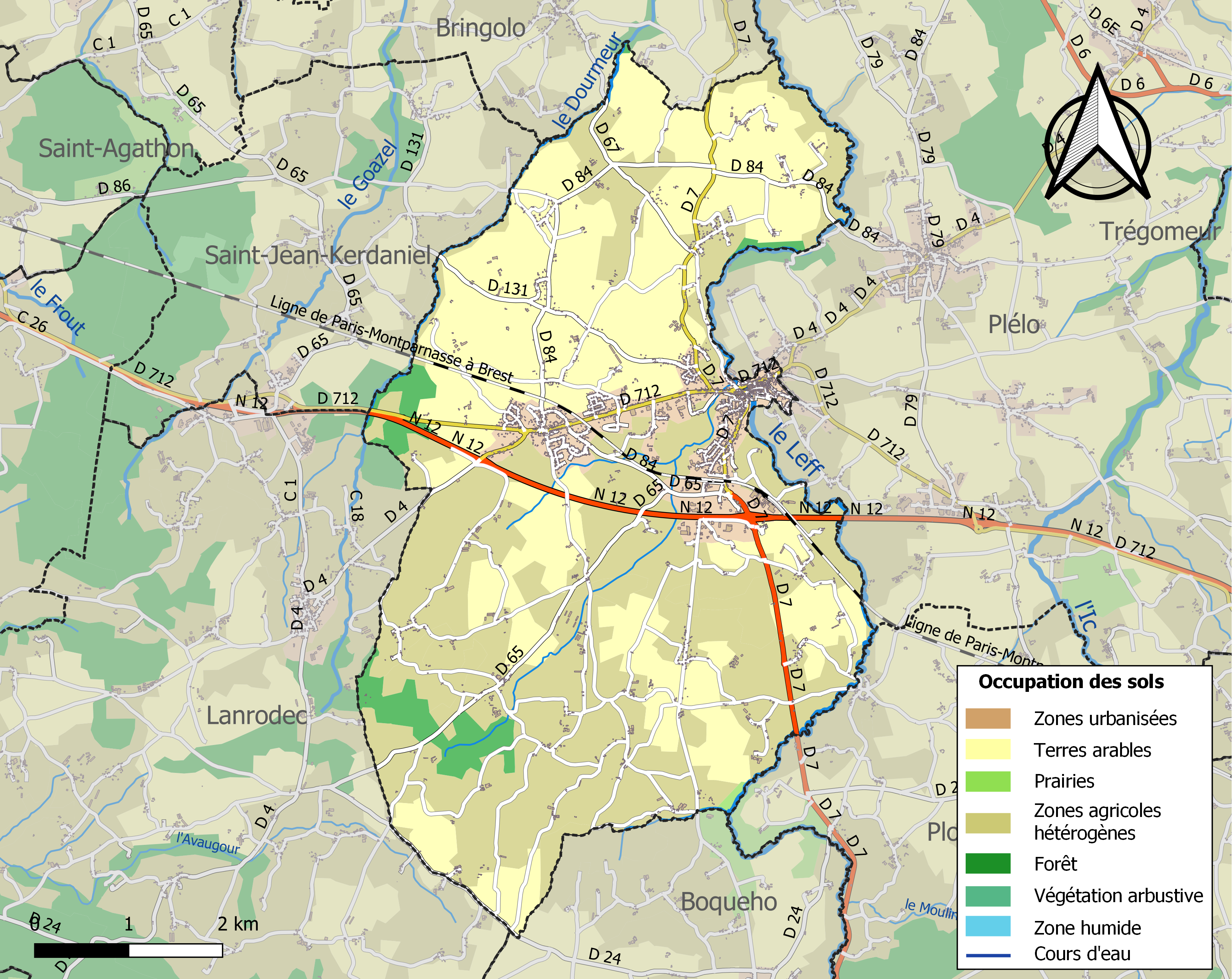

## Verkeer
In de gemeente ligt de spoorweghalte Châtelaudren-Plouagat.